# アリザリン
アリザリン (alizarin) はセイヨウアカネ（西洋茜）の根から採取される赤色の染料、アカネ色素に含まれる化合物のひとつである。カラーインデックス名は、Mordant Red 11、Pigment Red 83。化合物としての名称は 1,2-ジヒドロキシアントラキノンである。染料としては初めて天然物質と同じ有機化合物が合成によって作り出された。

## 歴史

### 伝統的製法
アカネは中央アジアやエジプトにおいて古代から染料として栽培されており、紀元前1500年ごろから発達してきた。アカネの根の色素で染めた衣服がファラオ・ツタンカーメンの墳墓、ポンペイやコリントスの遺跡から発見されている。中世、カール大帝はアカネの栽培を推奨した。オランダの砂地で良く育ち、その経済を支えた。

### 化学的合成法の確立

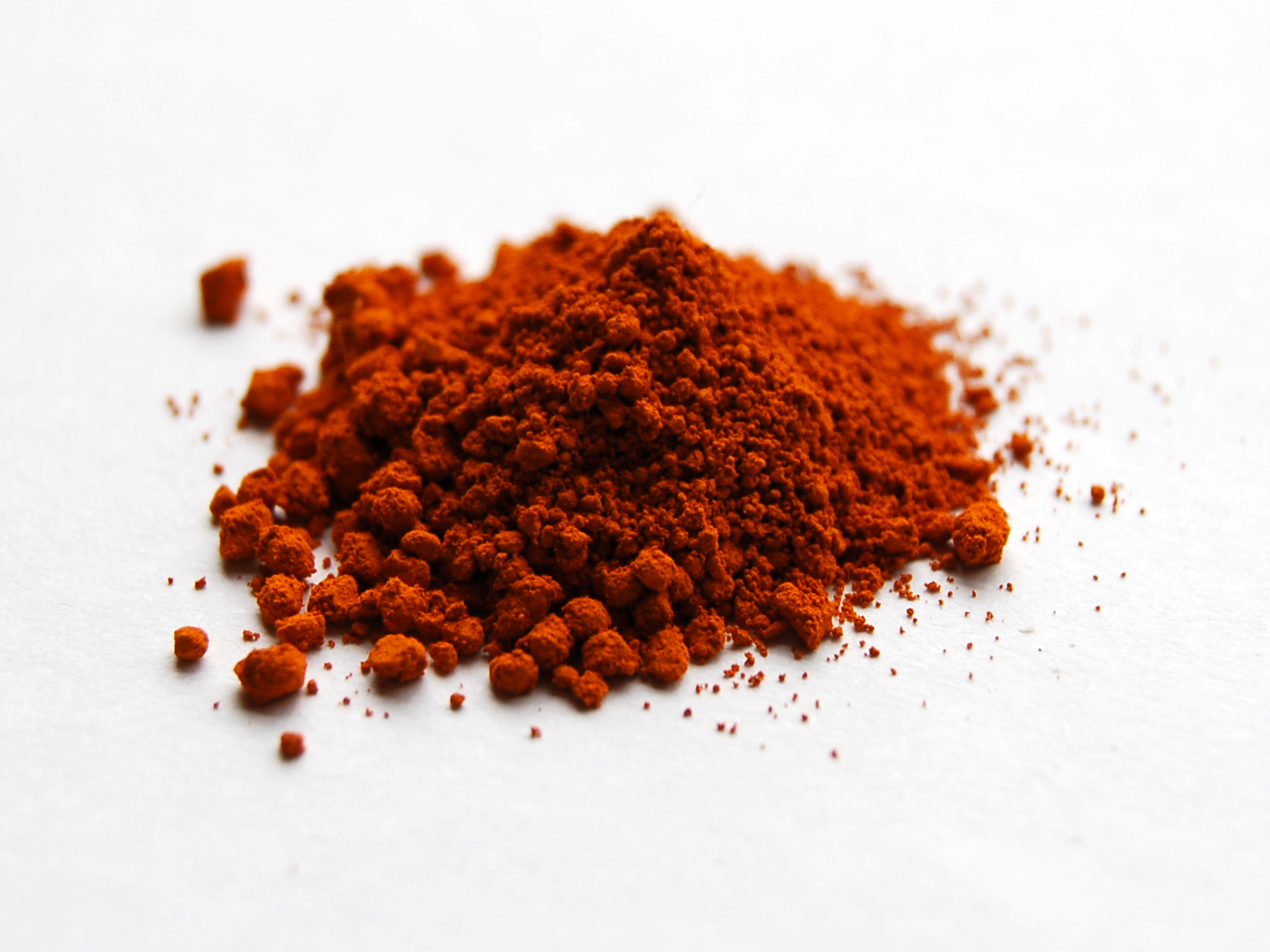
アリザリンの結晶

1826年、フランスの化学者ピエール＝ジャン・ロビケ (Pierre-Jean Robiquet) はアカネの根には2種の色素、赤いアリザリンとすぐに褪色するプルプリンが含まれていることを発見した。このうちアリザリンについては1868年にドイツ・BASF社の化学者カール・グレーベとカール・リーバーマンによってアントラセンから合成する方法が開発され、天然物と同等な人工染料の初めての例となった。同じ頃、アニリン染料で知られるイギリスの化学者ウィリアム・パーキンも独立に同じ合成法を発見していたが、BASF社の方がパーキンよりも1日だけ早く（1869年6月25日）特許を申請していた。
現在では、アントラセンを酸化してアントラキノンとし、スルホ化した後に水酸化ナトリウムでアルカリ融解してできたアリザリンナトリウムを還元することでアリザリンを合成する。
合成アリザリンは天然物と比べ半分以下の費用で製造でき、ほとんど一夜にしてアカネの市場価値は大きく下落した。この時代、昆虫の行動研究で知られるジャン・アンリ・ファーブルは大学教授となるための財産基準を満たすべく、1866年より天然アリザリン精製の工業化研究に携わり、事業化に向けて一定の成果を収めてレジオン・ドヌール勲章の受章までしているが、グレーベらの合成研究の成功によって大打撃を受け、この事業から撤退を余儀なくさせられ、結局大学教授となる夢を断念している。今日ではそのアリザリンおよびそれをレーキ化した顔料のアリザリンレーキもデュポン社によって開発された高耐光性顔料キナクリドンによってほぼ取って代わられている。ただし、アリザリンレーキを必要とする業種・領域はいまだ存在し、確かな支持を保持している。
日本では、1915年（大正4年）に三井鉱山の一部門（後の三井化学）がアリザリンの工業化に成功した。このアリザリンは、日本で最初の工業的かつ大量生産された合成染料となった。

## レーキ顔料としての使用
1804年までイギリスの染料業者ジョージ・フィールド (George Field) はアカネをアルミニウムミョウバンで処理してレーキ化する技術を発展させてきた。この処理によって水溶性のアカネ色素を固体化させ、不溶性のレーキ顔料（マダーレーキ、アカネレーキ）とすることができる。マダーレーキ（Colour Index Generic NameはNatural Red 9）は色褪せず、絵具の材料（顕色材）など様々な用途に使うことができる。後年、鉄、スズ、クロムなどアルミニウム以外の金属塩を用いれば、他の色のアリザリン顔料を作り出せることが発見された。

## 近縁の物質

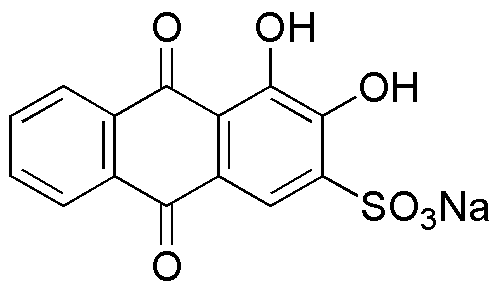
アリザリンレッドSの構造式

アリザリン分子のヒドロキシ基に隣接した水素をスルホ基で置き換えたもののナトリウム塩がアリザリンレッドS (Alizarin Red S) である。この色素は、金属イオンと結合する性質により生体内のカルシウム塩沈着部を染色するため、生物学の研究に用いられる。例えば生化学の分野においては、骨組織の石灰化を比色定量するのに用いられる。正常な骨に起こる石灰化した細胞外基質の形成において重要な、初期段階の基質石灰化（in vitro の培養液で 10–16 日）を標識することができる。また生態学の分野では石珊瑚の骨格を生体染色することによって成長速度を測定するのに用いられているし、発生学や魚類の分類学研究では硬骨を染色して透明骨格標本を作製するのに用いられる。